# Metallikó
Metallikó är en ort i Grekland.   Den ligger i prefekturen Nomós Kilkís och regionen Mellersta Makedonien, i den norra delen av landet, 546 km norr om huvudstaden Aten. Metallikó ligger 176 meter över havet och antalet invånare är 412.
Terrängen runt Metallikó är platt åt sydväst, men åt nordost är den kuperad. Terrängen runt Metallikó sluttar västerut. Runt Metallikó är det ganska tätbefolkat, med 58 invånare per kvadratkilometer. Närmaste större samhälle är Kilkis, 5,4 km sydost om Metallikó. Trakten runt Metallikó består till största delen av jordbruksmark.